# Uniwersytet w Mediolanie
Uniwersytet w Mediolanie  (wł. Università degli Studi di Milano) – włoska publiczna uczelnia wyższa z siedzibą w Mediolanie.

## Historia
Został utworzony w 1924 przez połączenie dwóch instytucji: funkcjonującej od 1861 Akademii Naukowo-Literackiej Accademia Scientifico-Letteraria oraz utworzonych w 1906 Instytutów Specjalizacji Klinicznych (Istituti Clinici di Perfezionamento). Początkowo uczelnia składała się z czterech wydziałów: Prawa, Humanistycznego, Medycznego oraz Matematyki, Fizyki i Nauk Przyrodniczych. W 1930 w wyniku przyłączenia lokalnych uczelni powstały Wydziały Rolnictwa i Weterynarii. Kolejne wydziały: Farmacji oraz Nauk Społecznych i Politycznych powstały w latach 60. XX wieku.
W latach 80. utworzono nowy campus w dzielnicy Bicocca, a także ośrodki w Como, Varese, Crema i Lodi.  Rozrastająca się uczelnia w 1993 osiągnęła liczbę 90 000 studentów. W 1998 podzielono ją na dwie jednostki, powołując Uniwersytet w Mediolanie-Bicocca (Università degli Studi di Milano-Bicocca). Ośrodki w Como i Varese weszły w skład utworzonego w tym samym roku Uniwersytetu Insubria (Università degli Studi dell'Insubria).
Po II wojnie światowej uniwersytetowi przekazano, wybudowany w XV wieku przez rodzinę Sforza, Szpital Ubogich (Ospedale dei Poveri). Od 1958, po odbudowaniu po zniszczeniach wojennych, mieści się w nim siedziba biura rektora.

## Współpraca z polskimi uczelniami
Uniwersytet współpracował z Uniwersytetem Warmińsko-Mazurskim w Olsztynie .